# Chiesa di San Bartolomeo Apostolo (Bastida Pancarana)
La chiesa di San Bartolomeo Apostolo è la parrocchiale di Bastida Pancarana, in provincia di Pavia e diocesi di Tortona; fa parte del vicariato di Casteggio.

## Storia
Le prime attestazioni della parrocchia di Bastida risalgono al Cinquecento; allora i fedeli erano 200 ed era compresa nella pieve foraniale di Castelletto. 

La chiesa vista di tre quarti

Il 20 novembre 1817 la chiesa venne staccata dalla diocesi di Pavia ed aggregata a quella di Tortona. Da documenti del 1820 s'apprende che il numero dei parrocchiani era salito a 1172 e che esistevano la compagnia della Dottrina Cristiana, fondata 20 maggio 1688, e la confraternita della Santissima Trinità, istituita il 12 giugno 1676.
Grazie agli atti relativi al sinodo diocesano del 1843 si conosce che, a qual tempo, la chiesa era compresa nel vicariato Cervesina.
La chiesa, che sorgeva nella borgata chiamata Isolino, fu distrutta da un'esondazione del Po nell'anno 1857.
L'attuale parrocchiale venne costruita in un luogo più lontano dal fiume tra il 1860 ed il 1862 su progetto di Antonio Rossi.
Dalla relazione della visita pastorale del vescovo Igino Bandi nel 1891 s'apprende che nella chiesa avevano sede le confraternite della Trinità, del Carmine, delle Figlie di Maria e del Suffragio.

Per alcuni anni nella seconda metà del Novecento la chiesa fu compresa nel vicariato di Bressana Bottarone, mentre ora fa parte di quello di Casteggio.

## Descrizione

### Esterno
La facciata della chiesa è a salienti ed è divisa in tre parti, delle quali quella centrale è divisa in due ordini: quello inferiore è tripartito da quattro lesene, mentre quello superiore presenta una lunetta al cui interno si può ammirare un affresco.
Il campanile si presenta slanciato e a pianta quadrata; la cella campanaria è dotata di monofore e la cuspide è in rame.

### Interno
La pianta dell'edificio è a croce greca con tre navate ed abside semicircolare; il soffitto della navata centrale è a botte, mentre quello delle navate laterali è a vela.